# 6932 Tanigawadake
6932 Tanigawadake (1994 YK) là một tiểu hành tinh vành đai chính được phát hiện ngày 24 tháng 12 năm 1994 bởi T. Kobayashi ở Oizumi.